# Остров Надежды (село)
Остров Надежды (укр. Острів Надії; до 2016 года — Ки́ровское, укр. Кіровське) — село, расположенное на территории Борзнянского района Черниговской области (Украина) на берегу реки Ложь.
Постановлением Верховной рады от 12 мая 2016 года в рамках проводимой политики декоммунизации получило название Остров Надежды.